# Barnabas (Apostel)

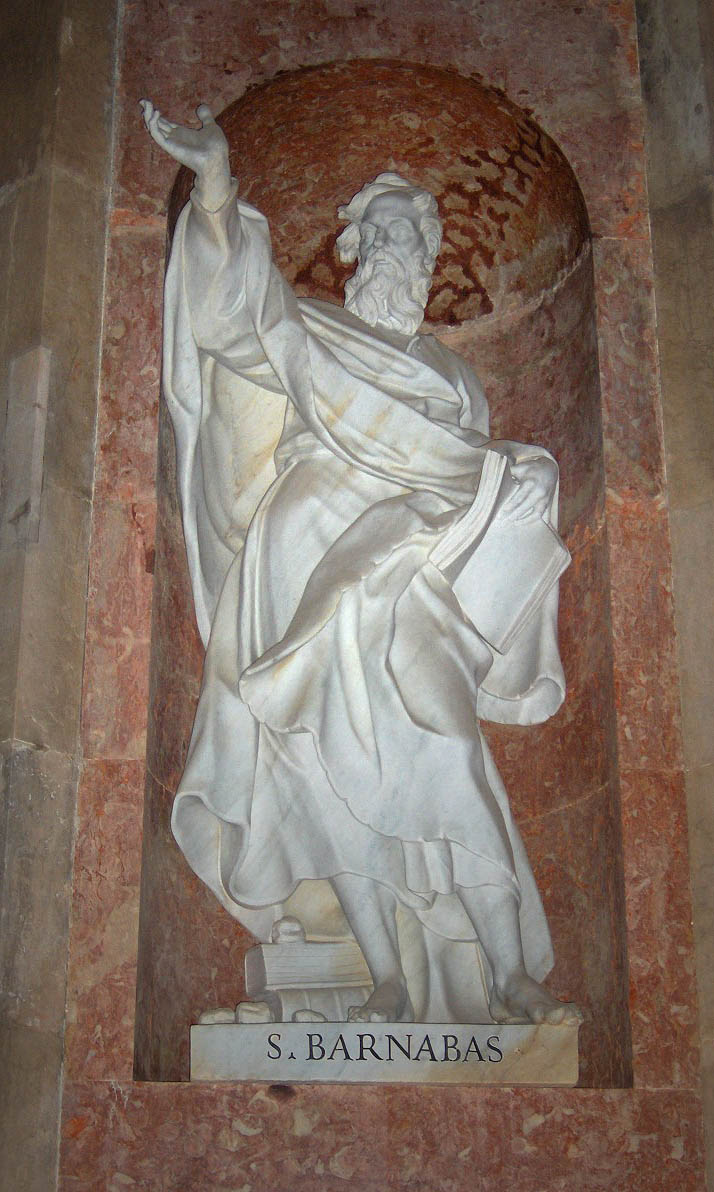
Statue des Hl. Barnabas in der Kirche des Nationalpalastes in Mafra, Portugal

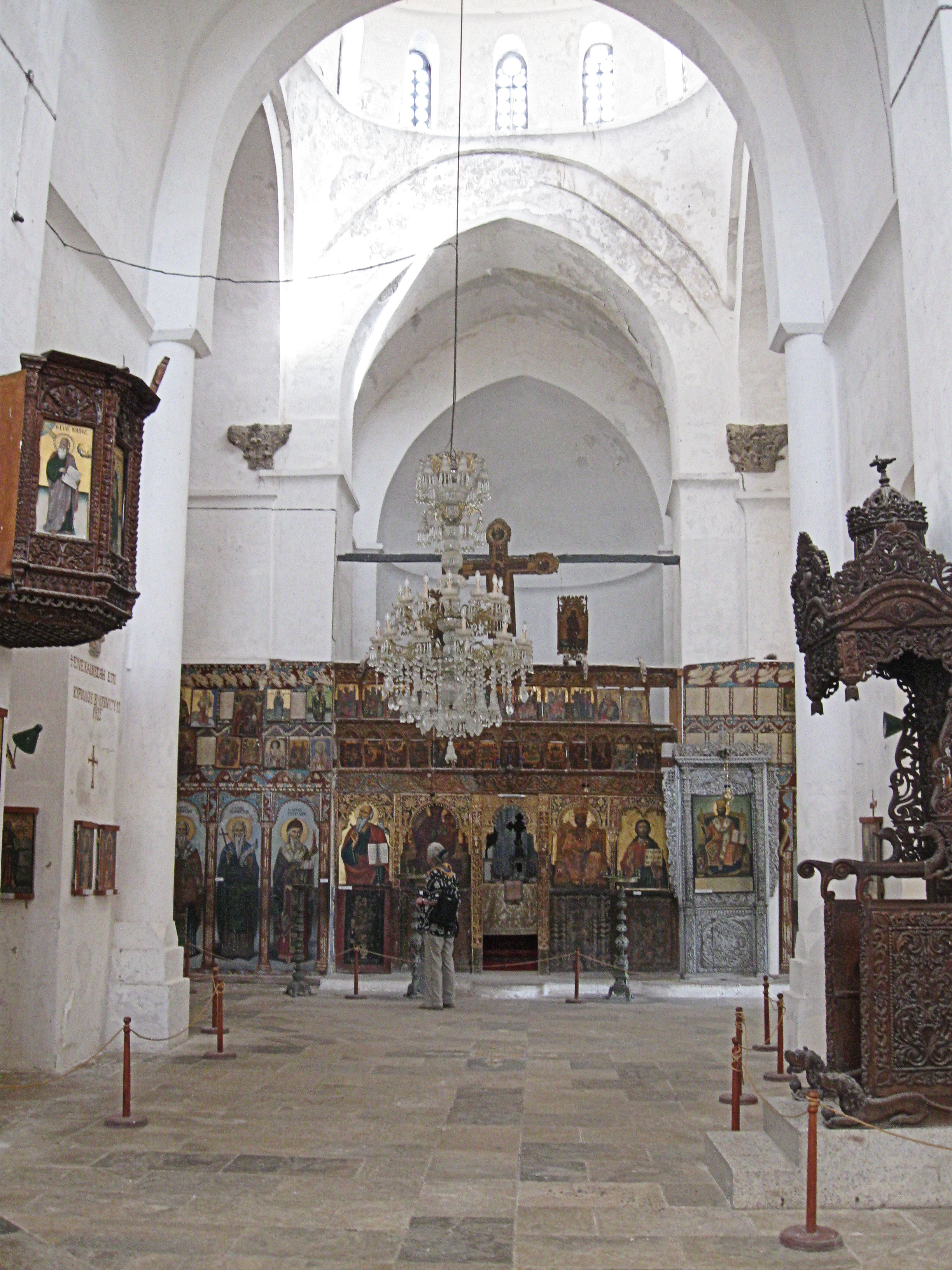
St. Barnabas-Klosterkirche und Ikonen-Museum in Famagusta, Zypern

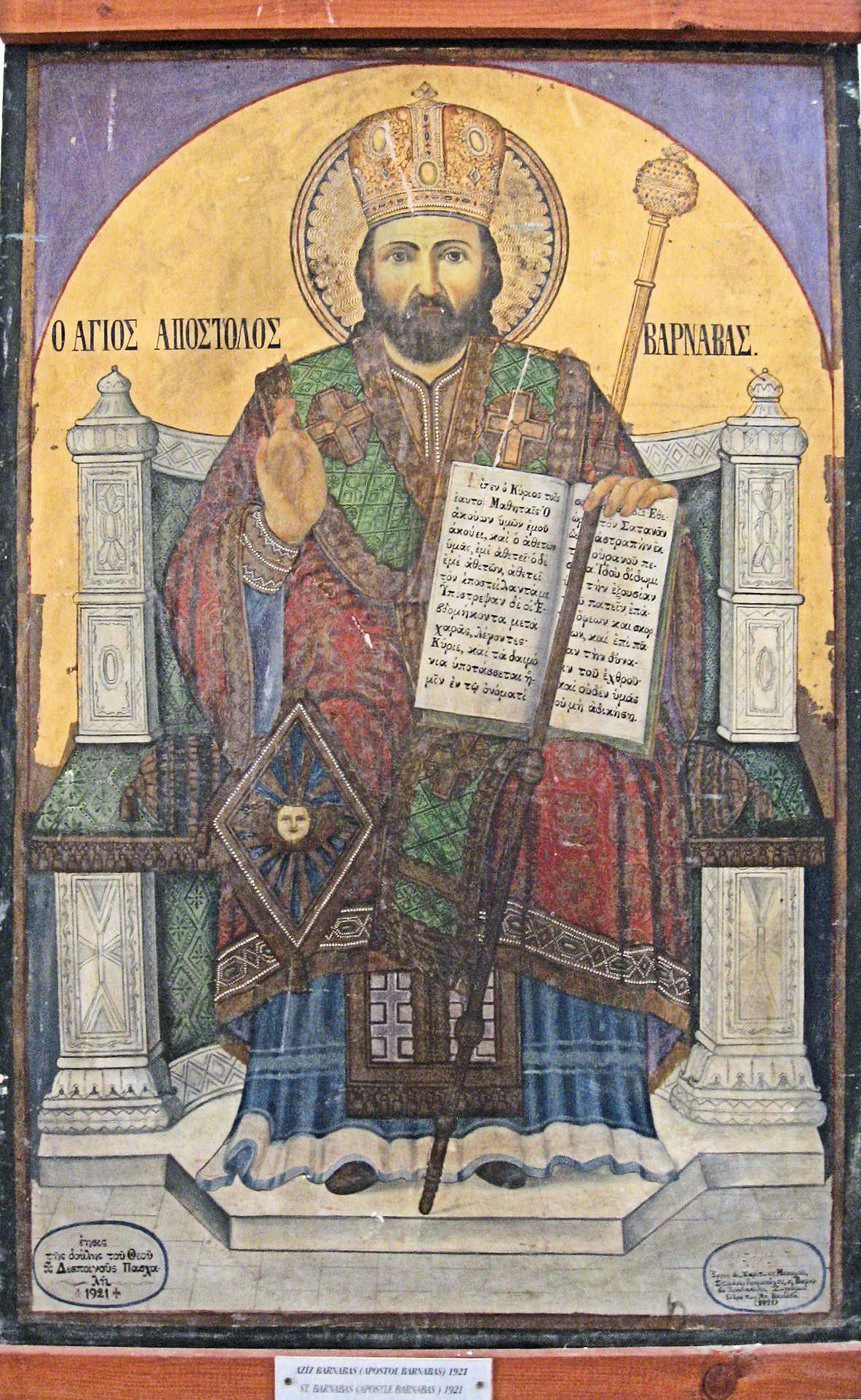
St. Barnabas-Ikone (1921), Klosterkirchen-Museum von Famagusta

Barnabas (griechisch Βαρνάβας), der nach Apg 4,36  wohl eigentlich Josef hieß (nach einigen Handschriften Joses), war ein Apostel des Urchristentums, der jedoch nicht zum innersten Kreis der „Zwölf“ gehörte, den Jesus von Nazaret zu Lebzeiten um sich gebildet hatte. Er gehört zu den Gründungsgestalten und Führern der christlichen Gemeinde von Antiochien und gilt als Lehrer des Paulus von Tarsus, der ihn in seinen Briefen mehrfach erwähnt (1. Korintherbrief, Galaterbrief). Barnabas unternahm gemeinsam mit Paulus für die Entwicklung des christlichen Missionskonzepts grundlegende Missionsreisen und gehört zu den Teilnehmern des Apostelkonzils.

## Biografische Überlieferung
Nach den Angaben der Apostelgeschichte des Lukas (Apg) war Josef, genannt Barnabas, ein griechischsprachiges Mitglied der Jerusalemer Urgemeinde, die er mit dem Verkaufserlös eines Gutes förderte (Apg 4,36 f.). Er stammte dieser Darstellung zufolge aus der jüdischen Diasporagemeinde auf Zypern und gehörte dem priesterlichen israelitischen Stamm der Leviten an. Dem Namen Barnabas wird die Bedeutung „Sohn des Trostes“ zugeschrieben. Laut Apg 9,27 soll er Paulus den Jerusalemer Aposteln vorgestellt und für seine Akzeptanz in der Jerusalemer Urgemeinde gesorgt haben. Diese Angabe ist biografisch allerdings schwer einzuordnen und gilt als fragwürdig (besonders wegen der Spannung zu Gal 1,18–19, wo Paulus berichtet, dass er die Apostel bis auf Kephas nicht persönlich kennt).
Nach Apg 11,22–30; 13,1 wirkte Barnabas vor allem in Antiochia missionarisch. In der dortigen Gemeinde aus Juden- und Heidenchristen war er gemeinsam mit Petrus und Paulus, den er selbst dort einführte, und anderen Leitern tätig. In Apg 13 und 14 wird berichtet, dass er mit Paulus als Begleiter eine Missionsreise durch Zypern und das südliche Kleinasien durchführte. Unbestritten war Barnabas einer der führenden urchristlichen Missionare. Er war auch einer der Teilnehmer beim Apostelkonvent (vgl. Apg 15,1–5 und Gal 2,1–10).
Das Neue Testament berichtet auch von Meinungsverschiedenheiten zwischen Barnabas und Paulus: Paulus selbst spricht von einem Streit um die Möglichkeit der Tischgemeinschaft zwischen Juden- und Heidenchristen in Antiochia (Gal 2,11–13). Der Apostelgeschichte zufolge drehte sich der Streit um die Mitnahme eines Johannes Markus (der traditionell oft mit dem Evangelisten Markus identifiziert wird) auf eine Missionsreise (Apg 15,36–41).
Altkirchliche Legenden berichten von der Heilung von Kranken durch Barnabas, indem er ihnen das Matthäusevangelium auflegte.
Barnabas soll den apokryphen Barnabasakten zufolge als Märtyrer auf Zypern gestorben sein, wo er als Nationalheiliger gilt. In dieser Tradition wird das Jahr 61 als sein Todesjahr angenommen, als Ort wird Salamis bei Famagusta angegeben. Nach anderen Legenden soll er auch in Rom gepredigt, als erster Bischof von Mailand amtiert und Clemens von Rom getauft haben.

## Schriften unter dem Namen Barnabas
Der Barnabasbrief, der mit einiger Gewissheit erst in der ersten Hälfte des 2. Jahrhunderts entstand, ist ein unter dem Namen des Apostels verbreitetes Pseudepigraph. Der Brief enthält allegorische Auslegungen des Alten Testaments und Polemik gegen das Judentum. Der frühchristliche Autor Tertullian schrieb auch den Hebräerbrief dem Barnabas zu. In den Barnabasakten sind Legenden gesammelt, die von seinen Missionsreisen und seinem Märtyrertod auf Zypern berichten. Das Werk stammt aus dem 6. Jahrhundert. Das so genannte Barnabasevangelium, das in einem italienischen Manuskript aus dem 16. Jahrhundert und einem jüngeren spanischen Fragment erhalten ist, ist ein zumindest in der Endfassung rein mittelalterlicher Text, der nach allgemeiner Auffassung der Forschung frühestens im 14. Jahrhundert entstand. Das spanische Manuskript enthält die Legende, ein Mönch namens Fra Marino habe das Buch aus der Bibliothek des Papstes Sixtus V. heimlich entwendet. Das Buch bezeichnet Mohammed als Propheten und Jesus als seinen Vorläufer, der nicht am Kreuz gestorben und auch nicht Gottes Sohn sei. Daher sind muslimische Einflüsse unverkennbar. Ein mit diesem Werk sicher nicht identisches, heute unbekanntes „Evangelium unter dem Namen des Barnabas“ hat offenbar auch in der alten Kirche existiert, wie das Decretum Gelasianum (496 n. Chr.) belegt, ein Verzeichnis erlaubter und verbotener Bücher. Die Schrift wird dort den nicht-kanonischen (apokryphen) Schriften zugeordnet.

## St.-Barnabas-Kloster

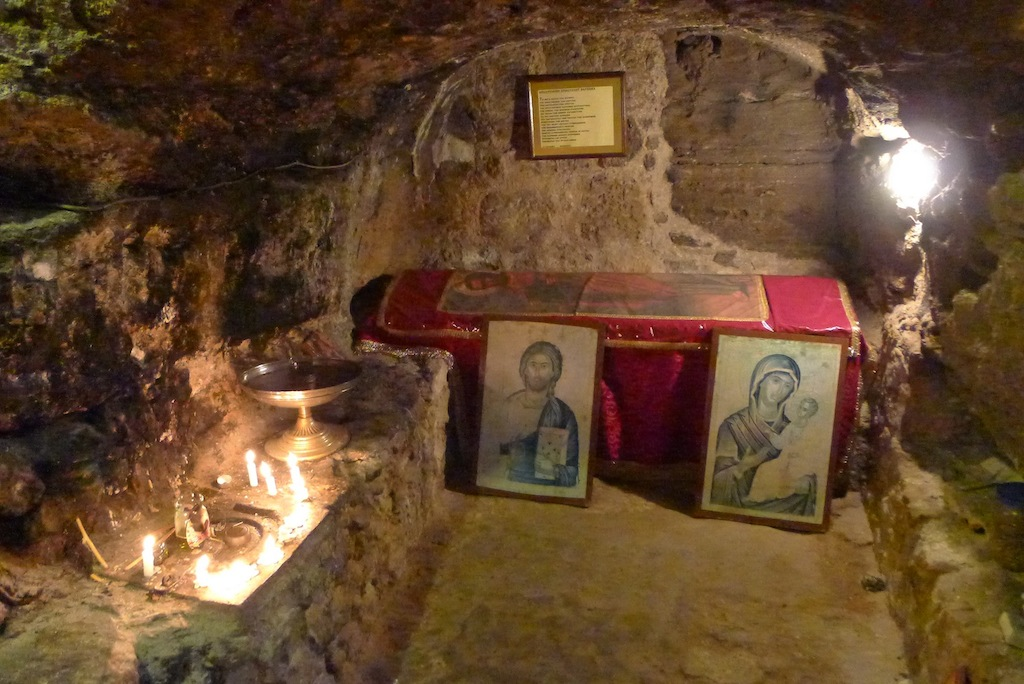
Grab des hl. Barnabas in der Krypta, bedeutender griechisch-orthodoxer Wallfahrtsort im türkisch besetzten Teil Zyperns

Der Umstand, dass kaum Kirchen und Klöster nach Barnabas benannt wurden, liegt daran, dass er im Neuen Testament ganz in den Schatten des Paulus zurücktritt. Es existiert jedoch ein Barnabiten-Orden, der nach einer Barnabas-Kirche benannt wurde.
Etwa acht Kilometer nördlich von Famagusta und zwei Kilometer westlich von Salamis liegt das St.-Barnabas-Kloster und die Grabstätte, wo der Märtyrer Barnabas als zypriotischer Nationalheiliger verehrt wird. Die Anlage umfasst die Klosterkirche, Klostergebäude mit dem Museum für Ikonen und Archäologie und die Grabkirche des Heiligen. Die Anlage liegt am Westrand der Nekropole von Salamis, zwischen der antiken Stadt Salamis/Constantia und der archaischen Stadt Enkomi.
Das Kloster soll im Jahre 477, die heutige Klosterkirche auf einem früheren Bau des 10. Jahrhunderts im Jahre 1756 durch Erzbischof Philotheos errichtet worden sein. Nach Weggang der letzten drei Mönche im Jahre 1976 werden die unverändert belassene Klosterkirche als Ikonen-Museum, die Klostergebäude als archäologisches Museum genutzt.
Bei den Artefakten des archäologischen Museums handelt es sich insbesondere um sehr zahlreiche außergewöhnliche Keramiken aus Enkomi (etwa 7000 bis 1000 v. Chr.) und Salamis, soweit sie nicht in das Cyprus Museum nach Nikosia oder das Britische Museum nach London verbracht worden sind.

## Attribute, Reliquien, Patrozinien
Attribut: mit Matthäus-Evangelium, Stein

Orte mit Reliquien: Mailand, Prag, Namur, Köln, Andechs, Zypern
In Köln befanden sich im 17. Jahrhundert dem heiligen Barnabas zugeschriebene Kleinreliquien in drei Kölner Kirchen. Keine dieser Reliquien lässt sich heute noch nachweisen. Sie sind wohl als Verluste in der Zeit der Aufklärung oder spätestens der beiden Weltkriege anzusehen.

Patron von: Mailand, Florenz, Logroño

Schutzheiliger: der Küfer/Böttcher, Weber

## Gedenktag und Bauernregel

### Gedenktag
Sein katholischer, evangelischer und anglikanischer Gedenktag ist der 11. Juni. Es handelt sich dabei um einen gebotenen Gedenktag im Allgemeinen Römischen Kalender beziehungsweise einen Gedenktag im Evangelischen Namenkalender und im anglikanischen Common Worship.

### Bauernregel
Zwei dem Namenstag entsprechende Bauernregeln lauten:
- Mit seiner Sens’ der Barnabas kommt her und schneidet ab das Gras.
- Wenn St. Barnabas bringt Regen, gibt es reichen Traubensegen.